# طارق العاص
طارق العاص (17 فبراير 1970-) هو صحفي ومذيع أردني. .والده الموسيقي جميل العاص ووالدته المطربة الفلسطينية سلوى العاص. حصل طارق على درجة البكالوريس في الحقوق من جامعة محمد الخامس، الرباط - المغرب، وعلى درجة الماجستير في الإدارة العامة من المدرسة الوطنية للإدارة العمومية.

## عمله
بدأ عمله في العام 1998 كمحرر في التلفزيون الأردني ثم كمذيع ورئيس تحرير ثم انتقل في العام 2002 إلى مركز تلفزيون الشرق الأوسط «ام بي سي» في دبي وعمل هناك مدة خمس سنوات تدرج خلالها في العمل الصحفي وعمل كمذيع ورئيس للتحرير لينتقل بعدها في العام 2007 إلى تلفزيون بي بي سي العربية في لندن كمنتج لنشرات الأخبار، ومذيع لنشرات الاخبار.. منذ انتقاله لتلفزيون بي بي سي العربي. ساهم في تغطية عدد من الأحداث الدولية والعربية.. منها المرحلة الاخيرة من عملية تبادل الاسرى بين حزب الله وإسرائيل. تغطية الانتخابات الرئاسية الأمريكية، الانتخابات الإسرائيلية، قمة الدوحة العربية، والانتخابات الرئاسية الإيرانية والانتخابات التشريعية العراقية، بدايات العملية السياسية في ليبيا حيث عمل عمل كموفد لبي بي سي هناك لفنرة من الزمن. انتقل إلى قناة العرب الإخبارية، ويقدم نشرة الرابعة عصرا ويقدم أيضا برنامج مجالس العرب. يشتغل الآن في قناة المملكة.